# The Last Supper (film)
Pour plus de détails, voir Fiche technique et Distribution.
The Last Supper (王的盛宴, Wáng Dè Shèng Yàn) est un film chinois, sorti en 2012. La sortie du film, prévue le 5 juillet 2012 en Chine, est bloquée. Les autorités de censure chinoise craignent que le film trouble la stabilité sociale,.

## Synopsis
Le film traite de la Guerre Chu-Han qui eut lieu à la fin de la Dynastie Qin. Xiang Yu et Liu Bang, qui s'étaient alliés dans un premier temps, s'affrontent après la tentative d'assassinat de Liu Bang par Xiang Yu lors d'un banquet.

## Fiche technique
- Titre français : The Last Supper
- Titre original : 王的盛宴, Wáng Dè Shèng Yàn
- Réalisation : Lu Chuan
- Scénario : Lu Chuan
- Pays d'origine : Chine
- Format : Couleurs
- Genre : historique
- Date de sortie : 2012

## Distribution
- Liu Ye : Liu Bang
- Daniel Wu : Xiang Yu
- Chang Chen : Han Xin
- Lu Yulai : Zi Ying
- Qin Lan : Lü Zhi
- Qi Dao : Zhang Liang
- Sha Yi : Xiao He
- Li Qi : Xiang Bo